# Somasso
Somasso è un comune rurale del Mali facente parte del circondario di Bla, nella regione di Ségou.
Il comune è composto da 5 nuclei abitati:
- Kadiala I
- Kadiala II
- M'Pètionna I
- M'Pètionna II
- Somasso